# Сейед Абдул-Ала Сабзевари
Сейед Абдул-Ала Сабзевари (перс. سید عبدالاعلی سبزواری‎, Sayyid Abdulla Sabzewari) (1289—1372 года по солнечной Хиджре [(1911—1993 гг.)]) — известный шиитский учёный, марджа ат-таклид, толкователь Корана. После смерти аятоллы Хои короткий период времени пребывал главой семинарии в городе Наджаф. Среди его самых известных работ наиболее выдающимися считаются Мавахиб аль-Рахман фи тафсир аль-Куран, посвященная толкованию Корана, и Мухазаб аль-ахкам фи байан аль-халаль ва аль-харам, в которой рассматриваются основные вопросы фикха. Существует версия, что он был отравлен и доведен до смерти партией Баас.

## Жизнедеятельность и образование
С детства до 14 лет постоянно находился в окружении отца и дяди аятоллы Сейда Абдуллы и изучал основные принципы арабской литературы и исламской юриспруденции (фикх) и впоследствии решил переехать в Мешхед для продолжения учёбы.
С 1923 года он проживал в Мешхеде, где в течение восьми лет учился у Аллама Хаджи Мирзы Абдулджавада Адиба Нишапура, Мирзы Аскара Шахиди и аятоллы Сейеда Мухаммад Ассара Лавасани. Затем переехал в Наджаф для того, чтобы продолжить учёбу.
С 1931 года до конца своей жизни (62 года) пребывал в Наджафе и учился исламской юриспруденции и философии у таких известных шиитских богословов, как Мухаммад Хусейн Наини, Ака Зияуддин Эраки, Шейх Мухаммад Хусейн Исфахани, Ака Сейед Хусейн Бадкубеи и др. Толкованию Корана он учился у Аллама Мухаммад Джавада Балаги. Также он обучился иджтихаду у Хаджи Шейха Аббаса Коми. В 1946 году в возрасте 36 лет он начал вести преподавание фикха ученикам. Самыми известными его учениками были Мухаммад Садык Сейеди и Мохакак Табатабаи.

## Личные и политические характеристики
Характеризуя личность и политическую деятельность Сабзевари, его современники говорили, что он был молчаливым, терпеливым и скромным человеком, постоянно делающим Зикр. Он знал Коран наизусть. Он был активным участником социальных и политических событий в Иране и Ираке, а также был абсолютным сторонником Иранской исламской революции и её лидера Имама Хомейни. Он сопровождал Имама Хомейни во время его пребывания в Наджафе. Несколько раз он закрывал свои классы, чтобы привлечь как можно большее внимание молодёжи из семинарии Наджафа к событиям исламской революции, и также во время апрельского референдума о создании Исламской Республики Иран 1979 года он опубликовал сообщение об этом.
Также он являлся сторонником оппозиции власти Саддама Хусейна, выпустив фетву в поддержку восстаний и мятежей 1991 года. Сторонники режима Баас несколько раз сжигали его дом и накладывали некоторые ограничения на него самого.

## Основные труды
•	Мавахиб аль-Рахман фи тафсир аль-Куран (араб. مواهب الرحمن فی تفسیر القرآن‎): книга состоит из 30 томов, 12 из которых были опубликованы. Труд написан на арабском языке.
•	Мухадзаб аль-ахкам фи байан аль-халаль ва аль-харам (араб. مهذب‌الاحکام فی بیان الحلال و الحرام‎): книга посвящена шиитскому фикху, опубликована в 1982 году при посредничестве Матбаат аль-Адаб.
•	Тахзиб аль-асуль (араб. تهذیب الاصول‎)
•	Любаб аль-маариф (араб. لباب المعارف‎)
•	Ифадат аль-бари фи накд ма аллафах аль-Хаким аль-Сабзивари: (араб. افاضة الباری فی نقد ما الّفه الحکیم السبزواری‎) и др.